# LGBT関連トピックの概略
本項では、 LGBT関連トピックの概略を示す。

## アイデンティティ
- 性的同一性と性自認の一覧
- セクシュアル・アイデンティティ - Sexual identity
  - 異性愛
  - 非異性愛
    - 同性愛
      - レズビアン (女性同性愛者)
      - ゲイ (男性同性愛者)

    - 両性愛(バイセクシャル)
    - 全性愛
    - バイ・キュリアス
    - 無性愛(アセクシュアル)
    - グレー・ア・セクシュアル（英語版）
    - デミセクシュアル（英語版）
    - アロセクシュアル

  - フィクトセクシュアル
  - 対物性愛
- 性同一性(ジェンダー・アイデンティティ)
  - 女性
  - 男性
  - シスジェンダー
  - トランスジェンダー
    - トランス男性（英語版）
    - トランス女性

  - Xジェンダー
  - ノンバイナリー・ジェンダー
  - ジェンダー・クィア
  - 第三の性
  - ヒジュラー
  - トゥー・スピリット
  - セイム・ジェンダー・ラヴィング
  - タカタープイ（英語版）
  - ジェンダー・フルイド
- クィア - Queer
- クエスチョニング - Questioning

## セクシュアリティ
- 人間の性
  - 性の多様性（英語版）
  - ジェンダー化されたセクシュアリティ（英語版）
    - 人間の男性のセクシュアリティ（英語版）
    - 人間の女性のセクシュアリティ（英語版）
    - トランスジェンダーのセクシュアリティ（英語版）

  - 性的指向
    - モノセクシュアル（英語版）
    - 男性愛と女性愛
      - 男性愛・女性愛

  - 性的流動性
    - ヘテロ流動性（英語版）
    - クィア異性愛（英語版）

  - 恋愛的指向(恋愛的アイデンティティ)
    - 性的魅力
    - 色気
    - トランスジェンダーへの魅力（英語版）
- 研究
  - 自我違和性の性的指向（英語版）
  - 環境と性的指向
  - 生物学と性的指向（英語版）
  - 神経科学と性的指向（英語版）
  - 出生前のホルモンと性的指向（英語版）
  - 利き手と性的指向（英語版）
  - 同性愛のエピジェネティック理論（英語版）
  - 兄弟の出生順位と男性の性的指向（英語版）
  - 性的指向の人口統計（英語版）
  - 性的指向と医学のタイムライン（英語版）
  - 性的指向のスケール（英語版）
- 動物の同性愛

## 性的特徴
- 性的特徴
- 性 (生物学)
  - 雌・雄
  - 雌雄同体
  - インターセックス
  - 第一次性徴・第二次性徴

## 性表現・性役割
- ジェンダー
- ジェンダー表現 - Gender Expression
  - ジェンダー・ノンコンフォーミング
  - 男らしさ
  - 女らしさ
  - 中性 (性別)（英語版）
  - 女性化 (行為)
  - 女性的な男性（英語版）
  - ブッチとフェム
- カミングアウト
- クローゼット (性的指向)
  - アウティング
- 異性装
  - 服装倒錯（英語版）
  - キャンプ
  - ドラァグ
    - ドラァグクイーン・ドラァグキング
- パッシング (ジェンダー)（英語版）
- 性役割
  - 非ヘテロセクシャル・コミュニティにおけるジェンダーの役割（英語版）
- 性行為
  - 男性間性交渉者 - MSM
  - 女性間性交渉者 - WSW
  - 男性間性行為
    - 兜合わせ
    - サークル・ジャーク

  - 女性間性行為
    - 貝合わせ

  - オートガイネフィリア（自己女性化愛好症） - Autogynephilia

## 理論・学問
- 概念
  - 性別二元制
  - 異性愛規範
  - 強制的異性愛
  - 性別の割り当て
  - ホモソーシャル
  - 対人性愛中心主義
  - 同性愛主義（英語版）
  - インターセクショナリティ
    - LGBTコミュニティにおける人種主義（英語版）

  - クィア・ナショナリズム（英語版）
- 学問
  - フェミニズム
    - レズビアン・フェミニズム（英語版）
    - トランスフェミニズム（英語版）

  - クィア理論
    - クィア研究（英語版）

  - LGBTQ言語学
    - LGBTの言語プロファイリング（英語版）

  - クィア考古学
  - LGBT保守主義

## 法・権利
- LGBTの社会運動
  - ゲイ解放運動
  - ストーンウォールの反乱
- 国・地域別のLGBTの権利
  - 地域別のLGBTの権利に関する記事のリスト（英語版）
  - 国際連合におけるLGBTの権利
  - 日本におけるLGBTの権利
    - LGBT理解増進法
    - 「結婚の自由をすべての人に」訴訟
- LGBTの採用（英語版）
- LGBTの子育て（英語版）
  - 同性カップルの子育て（英語版）
- LGBTの養子縁組（英語版）
- 軍隊における性的指向とジェンダー・アイデンティティ（英語版）
- 社会における同性愛（英語版）
- 同性愛に対する社会的な態度
  - 同性結婚
  - 同性間のリレーションシップ
  - シビル・ユニオン
  - 同性の関係における家庭内暴力（英語版）
- トランスジェンダーの権利（英語版）
- インターセックスの人権（英語版）
- Category:LGBTの権利
- 宣言・声明
  - モントリオール宣言
  - ジョグジャカルタ原則

## 医療
- LGBTとヘルスケア
  - トランスジェンダーのヘルスケア
- 若年層LGBTの自殺（英語版）
- LGBTと老い
- LGBTの医療機関の一覧（英語版）
- レインボー・プロジェクト (LGBT)（英語版）
- トレバー・プロジェクト（英語版）
- 性同一性障害の若者（英語版）
- 性別適合手術
- キンゼイ報告

## 歴史
- LGBTの歴史（英語版）
  - Category:LGBTの歴史
  - 同性愛の歴史（英語版）
    - 同性婚の歴史（英語版）
    - レズビアンの歴史（英語版）

  - LGBT史年表
  - トランスジェンダーの歴史（英語版）
  - トランスジェンダーの歴史の年表（英語版）
- 日本における同性愛
  - 衆道・男色
- 人間のセクシャリティの歴史（英語版）
- レズビアンの歴史（英語版）

## 宗教
- 宗教とLGBT（英語版）
  - トランスジェンダーと宗教（英語版）
  - インターセックスの人々と宗教（英語版）
- LGBTの問題と宗教（英語版）
  - LGBTの問題とキリスト教（英語版）
  - イスラム教におけるLGBT
  - LGBTのトピックとユダヤ教（英語版）
  - 仏教と性的指向（英語版）
- 同性愛と宗教
  - キリスト教と同性愛
- ソドミー

## 文化
- LGBTの文化
  - Category:LGBTの文化
  - 日本のゲイ文化
  - ニューハーフ
- LGBTQのシンボル
  - ピンク・トライアングル
  - レインボーフラッグ (LGBT)
- ゲイ・アイコン
- ゲイ・プライド
- プライド・パレード
- ゲイダー
- メディア
  - メディアにおける描写
  - ゲイ・メディア（英語版）
  - ゲイ雑誌
  - レズビアン雑誌
- クィア・アート（英語版）
- 映像作品
  - 映画（英語版）
  - レズビアン・ゲイ映画
  - ニュー・クィア・シネマ（英語版）
  - ゲイ・ポルノ
  - ゲイビデオ
- 漫画におけるLGBT
- 文学
  - ゲイ文学
- ゲイ向けゲーム
- 男の娘
- 空間
  - ゲイ・コミュニティ
  - バイコミュニティ（英語版）
  - ゲイバー
  - レズビアンバー
  - ゲイ向け風俗店
- ゲイ・タウン
  - 新宿二丁目
  - 堂山町
- LGBTコミュニティセンター
- LGBTツーリズム
- Category:LGBTと経済
- イベント（英語版）
  - 大規模なイベント（英語版）
- 言葉
  - 同性愛の用語（英語版）
  - ゲイ用語
  - レズビアン用語
  - オネエ言葉
  - ゲイル言語（英語版）
  - IsiNgqumo（英語版）
  - Polari (言語)（英語版）
  - Swardspeak（英語版）

## 反LGBTのトピック
- アウティング
- LGBTの人々に対する暴力
  - ホモフォビア：同性愛者に対する嫌悪
    - ゲイ・バッシング（英語版）
    - レズボフォビア（英語版）：レズビアンに対する嫌悪

  - バイフォビア：バイセクシュアルの人々に対する嫌悪
    - 両性愛の消去

  - トランスフォビア：トランスジェンダーの人々に対する嫌悪
    - トランス排除的ラディカルフェミニスト
    - トランス・ミソジニー（英語版）：トランス女性に対する嫌悪
    - トランス・バッシング（英語版）
    - トランスベスティゲーション
    - トランスジェンダーになりたい少女たち

  - ノンバイナリーの人々に対する差別
  - アセクシュアルの人々に対する差別（英語版）
  - インターセックスの人々に対する差別（英語版）
- 反LGBTのレトリック
  - 反ジェンダー運動
  - LGBTグルーミング陰謀論
  - AIDSスティグマ（英語版）
  - 反同性愛の態度（英語版）
  - 同性愛嫌悪のプロパガンダ（英語版）
  - LGBTの権利に対する反対（英語版）
  - LGBTのステレオタイプ（英語版）
  - ピンクウォッシング
  - ゲイ・パニック・ディフェンス
  - ジェンダー・ブラインド
- LGBTQの移住（英語版）
- セクシュアリズム（英語版）
- 個別のトピック
  - 2021年以降のアメリカ合衆国における禁書運動
  - 脱ゲイ運動
  - アメリカ合衆国におけるLGBTの人々に対する暴力の歴史
  - イスラーム教徒による性的マイノリティー迫害
  - イランにおける同性愛者迫害
  - ナチス・ドイツとホロコーストによる同性愛者迫害
  - ソドミー法
  - ロシアにおける同性愛宣伝禁止法
  - ハンガリーにおける反LGBT法
  - ラベンダーの恐怖（英語版）

## 啓発デー
- カミングアウトデー
- 国際トランスジェンダー認知の日
- 国際反ホモフォビア・トランスフォビア・バイフォビアの日
- トランスジェンダー認知週間
- 両性愛を祝う日（英語版）
- プライド月間

## 一覧ページ
- LGBTの人物一覧（英語版）
  - LGBの人物一覧（英語版）
  - バイセクシャルの人物一覧（英語版）
  - 性的に流動的な人物一覧（英語版）
  - 全性愛者一覧（英語版）
  - トランスジェンダーの人物一覧（英語版）
  - ノンバイナリーの人物一覧（英語版）
  - インターセックスの人物一覧（英語版）
  - クロスドレッサーの人物一覧（英語版）
- LGBT関連のウェブコミック（英語版）
- フィクション・神話のLGBTキャラクター（英語版）
  - 男の娘キャラクターの一覧
- LGBT関連の組織・会議一覧（英語版）
- LGBTのイベント一覧（英語版）
- LGBTの祝日一覧（英語版）
- LGBTの権利に関する年一覧（英語版）